# Beleg van Niezijl
Het Beleg van Niezijl vond plaats van 3 tot 23 oktober 1581, tijdens de Tachtigjarige Oorlog.
Het Leger van Vlaanderen onder leiding van Francisco Verdugo, die de net overleden Rennenberg was opgevolgd als stadhouder van de noordelijke gewesten, trachtte ten zuiden van de Lauwerszee een toegangsweg Friesland in te forceren, dat in Staatse handen was. Na een grote overwinning in de Slag bij Noordhorn 5 dagen eerder sloeg Verdugo het beleg voor Niezijl, of eigenlijk de Bomsterschans bij Niezijl, waardoor de meest noordelijke doorgang van Groningen naar Friesland werd versperd. Verdugo wilde de schans uithongeren omdat hij niet genoeg middelen had om haar aan te vallen. Hij liet een ketting spannen over het kanaal van de schans naar het Lauwersmeer om te voorkomen dat de verdedigers per schip bevoorraad zouden kunnen worden, maar de Staatsen hadden dit voorzien en extra proviand ingeslagen. Bovendien hadden zij een dijk doorgestoken en een deel van het land onder water gezet. Toen de Spaanse troepen, die door het kille winterweer veel te verduren hadden, gingen muiten, gaf Verdugo het beleg na drie weken weer op.
Niezijl bleef de enige plaats in de Ommelanden die de rebellen konden behouden, en hield de regeringstroepen effectief van de Friese bodem (met uitzondering van de Slag bij Boksum in 1586) tot in 1589 Maurits van Nassau en Willem Lodewijk een tegenoffensief lanceerden om het Noorden te heroveren: de Groninger Schansenkrijg.